# Antonio Nolli
Antonio Nolli, Barone di Tollo (Chieti, 1754 – Tollo, 1830), è stato un patriota e politico italiano.
Giurista, allievo del marchese Romualdo De Sterlich, crebbe in ambienti vicini al pensiero illuminista, aderì alla Repubblica Napoletana e accettò da questa l'incarico di sindaco di Chieti. Assieme a Melchiorre Delfico fu tra i difensori della Repubblica dalla reazione borbonica. All'arrivo dei francesi, ricoprì vari incarichi fino ad essere nominato ministro delle Finanze durante il regno di Gioacchino Murat. Durante l'ultimo periodo del regno murattiano fu tra gli esponenti della nobiltà che si distinse per la moderazione e le capacità dimostrate durante la repressione delle rivolte filoborboniche scoppiate in Abruzzo, come ricordò il generale Florestano Pepe nelle sue memorie. Al ritorno dei Borbone rimase legato agli ambienti patriottici.

## Riconoscimenti
Il comune di Chieti gli ha intitolato una via. Il corso principale del comune di Tollo, fino agli anni cinquanta, era intitolato al suo nome. Dopo la ricostruzione postbellica, la strada fu chiamata via Roma.